# مارک استیونز (بازیگر پورنوگرافی)
مارک استونز (انگلیسی: Marc Stevens؛ زاده ۹ فوریهٔ ۱۹۴۳ درگذشته اوت ۱۹۸۹) یک بازیگر مرد فیلم پورنوگرافی اهل ایالات متحده آمریکا بود.